# Asceua wallacei
Asceua wallacei là một loài nhện trong họ Zodariidae.
Loài này thuộc chi Asceua. Asceua wallacei được Robert Bosmans & Hillyard miêu tả năm 1990.